# Tritanytarsus
Tritanytarsus är ett släkte av tvåvingar. Tritanytarsus ingår i familjen fjädermyggor.
Kladogram enligt Catalogue of Life:
| Tritanytarsus | \| \| Tritanytarsus atridorsum \| \| \| \| \| \| Tritanytarsus fasciatus \| \| \| \| |
|               | \| \| Tritanytarsus atridorsum \| \| \| \| \| \| Tritanytarsus fasciatus \| \| \| \| |
|               | Tritanytarsus atridorsum                                                             |
|               |                                                                                      |
|               | Tritanytarsus fasciatus                                                              |
|               |                                                                                      |